# Santa Maria de Montesquiu
Santa Maria de Montesquiu és una església amb elements gòtics, renaixentistes i historicistes de Montesquiu (Osona) inclosa a l'Inventari del Patrimoni Arquitectònic de Catalunya.

## Descripció
Església d'una sola nau amb capelles laterals. és coberta per una volta de creueria d'arc de mig punt que arrenca d'una cornisa clàssica, trets propis dels edificis tardo-gòtics o gòticorenaixentistes dels segles XVI o XVII. El campanar és una alta torre de planta vuitavada sobre base de planta quadrangular, que presenta una balustrada de caràcter barroc al penúltim nivell.

## Història
L'església fou construïda pels veïns: iniciada el 1709 i acabada el 1735. El campanar data de 1780. La façana, neoromànica, és de 1912.
Inicialment dependia de l'església de Sant Quirze de Besora. El 1780, se n'independitzà.